# Divine (Pel·lícula)
Divine és una pel·lícula musical francesa dirigida per Dominique Delouche, estrenada el 1975.

## Argument
Un jove s'enamora d'una estrella de la pantalla, per desesperació de la seva promesa...

## Repartiment
- Danielle Darrieux: Marion Renoir
- Jean Le Poulain: Bobovitch
- Martine Couture: Antonia
- Richard Fontana: Olivier
- Georgette Plana: Gigi